# Valle de la Gloria
El Valle de la Gloria (en ruso: Долина Славы) es un valle en la margen derecha del río Zapadnaya Litsa, que administrativamente está incluido en Óblast de Múrmansk, en la parte europea de Rusia y cerca de Finlandia y Noruega. En la Segunda Guerra Mundial, una sangrienta batalla comenzó en el verano de 1941 cuando las fuerzas alemanas lanzaron una ofensiva hacia Murmansk. Las fuerzas rusas detuvieron el ataque enemigo y establecieron una primera línea hasta el otoño de 1944. En lugar se construyó un monumento para conmemorar estos acontecimientos.